# Ryan Johansson
Ryan Johansson (ur. 15 lutego 2001 w Luksemburgu) – piłkarz grający na pozycji pomocnika w Sevilla Atlético.

## Kariera klubowa
Jest wychowankiem Racing-Union. Jako junior grał także w takich drużynach jak: FC Metz oraz Bayern Monachium.

### Fortuna Sittard
W sezonie 2021/2022 reprezentował barwy Fortuny Sittard.

## Kariera reprezentacyjna
Ryan Johansson urodził się w Luksemburgu, jednak wiele federacji piłkarskich wzywało go na turnieje międzynarodowe. Poza reprezentacją Luksemburga były to reprezentacje Szwecji i Irlandii.

## Statystyki kariery

### Klubowe
(aktualne na dzień 2 lipca 2022)
| Klub                   | Sezon              | Liga               | Liga  | Liga   | Puchar kraju | Puchar kraju | Europa | Europa | Suma  | Suma   |
| Klub                   | Sezon              | Liga               | Mecze | Bramki | Mecze        | Bramki       | Mecze  | Bramki | Mecze | Bramki |
| ---------------------- | ------------------ | ------------------ | ----- | ------ | ------------ | ------------ | ------ | ------ | ----- | ------ |
| Sevilla B              | 2019/20            | Segunda División B | 6     | 0      | 0            | 0            | –      | –      | 6     | 0      |
| Sevilla B              | 2020/21            | Segunda División B | 9     | 0      | 0            | 0            | –      | –      | 9     | 0      |
| Sevilla B              | Łącznie            | Łącznie            | 15    | 0      | 0            | 0            | 0      | 0      | 15    | 0      |
| Fortuna Sittard (wyp.) | 2021/22            | Eredivisie         | 6     | 0      | 2            | 0            | –      | –      | 8     | 0      |
| Łącznie w karierze     | Łącznie w karierze | Łącznie w karierze | 21    | 0      | 2            | 0            | 0      | 0      | 23    | 0      |

### Reprezentacyjne
(aktualne na dzień 5 czerwca 2022)
| Reprezentacja   | Rok     | Występy | Gole |
| --------------- | ------- | ------- | ---- |
| Luksemburg U-21 | 2018    | 2       | 0    |
| Ogólnie         | Ogólnie | 2       | 0    |
| Irlandia U-21   | 2021    | 5       | 0    |
| Ogólnie         | Ogólnie | 5       | 0    |